# Rally de Rideau Lakes
El Rally de Rideau Lakes, fue una prueba de rally que se celebró en Ontario, Canadá y que fue puntuable para el Campeonato Mundial de Rally en 1974. El vencedor de aquella edición fue el italiano Sandro Munari.

## Ganadores
| Año  | Edición                | Piloto        | Copiloto       | Vehículo          | Series |
| ---- | ---------------------- | ------------- | -------------- | ----------------- | ------ |
| 1974 | 3rd Rally Rideau Lakes | Sandro Munari | Mario Mannucci | Lancia Stratos HF | WRC    |